# Meeresbodenbergbaugesetz
Das Meeresbodenbergbaugesetz enthält Bestimmungen für die Suche und Erkundung Prospektion und Förderung von Rohstoffen vom Meeresboden. Es setzt die Bestimmungen des Seerechtsübereinkommens der Vereinten Nationen in deutsches Recht um.
Mit dem Gesetz soll zudem die Sicherheit der Beschäftigten im Meeresbodenbergbau und der Betriebsanlagen für den Meeresbodenbergbau sowie der Schutz der Meeresumwelt zu gewährleistet werden. Es soll Vorsorge gegen Gefahren treffen, die sich aus Prospektion und Tätigkeiten im Gebiet für Leben, Gesundheit oder Sachgüter Dritter ergeben, wobei mit „Gebiet“ der Meeresboden und der Meeresuntergrund jenseits der Grenzen des Bereichs nationaler Hoheitsbefugnisse gemeint sind. Außerdem regelt das Meeresbodenbergbaugesetz die Aufsicht über Prospektion und Tätigkeiten im Gebiet.
Das Gesetz ermächtigt zu Verordnungen (§ 7 MBergG). So traten von der Versammlung der Internationalen Meeresbodenbehörde angenommenen Bestimmungen durch Verordnung in Kraft:
- Bestimmungen über die Prospektion und Exploration kobaltreicher Ferromangankrusten im Gebiet (BGBl. 2014 II S. 570, 571)
- Bestimmungen über die Prospektion und Exploration polymetallischer Knollen im Gebiet (BGBl. 2014 II S. 615, 616)

Für Amtshandlungen nach dem Meeresbodenbergbaugesetz und nach den zu diesem Gesetz erlassenen Rechtsverordnungen werden Kosten (Gebühren und Auslagen) erhoben. Dazu hat das Bundeswirtschaftsministerium im Jahr 1996 die Meeresbodenbergbau-Kostenverordnung (MBergKostV) erlassen.